# カール・フォン・ピュックラー＝ブルクハウス

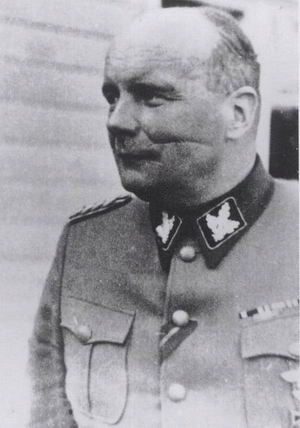
親衛隊少将時代の写真

カール・フリードリヒ・グラーフ（伯爵）・フォン・ピュクラー＝ブルクハウス、フライヘア（男爵）・フォン・グローディツ（Carl Friedrich Graf von Pückler-Burghauss, Freiherr von Groditz、1886年10月7日 - 1945年5月12日）は、ナチス・ドイツの親衛隊の将軍、貴族。最終階級は親衛隊中将および武装親衛隊中将 (SS-Gruppenführer und Generalleutnant der Waffen-SS) 。

## 略歴
プロイセン王国ブレスラウにプロイセン陸軍の貴族将校の息子として生まれる。1913年にザクセン＝アルテンブルク公子アルベルトの娘オルガ・エリーザベトと結婚した。第一次世界大戦には参謀幕僚として従軍。大戦中に一級鉄十字章と二級鉄十字章を叙勲。戦後はシレジアで義勇軍（フライコール）に参加。その後、フォン・ピュックラー＝ブルクハウス伯爵家へ帰り、広大な地所の経営を行った。
1931年に国家社会主義ドイツ労働者党（党員番号 :788.697）と突撃隊に参加し、同月に突撃隊少佐に昇進した。1932年よりシレジア地方のナチ党の弁士として活動した後、7月1日に常勤指導者となった。
突撃隊集団『シュレージェン』の幕僚となり、1933年4月10日に突撃隊准将に昇進した。1933年6月1日から6月30日まで『第1突撃隊上級集団（SA-Obergruppe I）』の指導者を務め、1933年7月1日から1934年3月14日まで『第3突撃隊上級集団（SA-Obergruppe III）』の幕僚長となった。1933年3月ドイツ国会選挙において、第9選挙区（オペルン）から当選しナチ党の国会議員団に所属する。
1934年のレーム事件の影響により、7月1日から突撃隊の指導者を辞退したが、1937年の1月30日より突撃隊少将（SA-Brigadeführer）として復帰し、1938年には突撃隊本部の事務室長となる。また同年、大尉（Hauptmann）の階級でドイツ国防軍陸軍に入隊した。1940年に少佐(Major)に昇進し、第337歩兵師団（337. Infanterie-Division）の参謀将校となる。
1940年7月に親衛隊少将（SS-Brigadeführer）の階級で親衛隊に移籍（隊員番号 :365.136）。親衛隊地区「南東」や「シュプレー」の参謀将校となる。1942年1月から1943年3月までエーリヒ・フォン・デム・バッハの後任として「中央ロシア」親衛隊及び警察高級指導者（Der Höhere SS und Polizeiführer "Rußland-mitte"） に就任し、1月から5月まで中央ロシアにおけるユダヤ人の大量殺戮に関わった。
1942年9月12日からは武装親衛隊に所属し、1943年5月1日には親衛隊中将に昇進し、1944年2月17日にかけて第15SS武装擲弾兵師団の師団長に任じられた。その後、ドイツの敗戦までチェコスロヴァキアに所在する武装親衛隊の司令官を務めた。
プラハのドイツ市民をできる限り避難させてソ連軍の手から逃がした後、1945年5月12日にピルゼンにおいて自決した。